# Рокфор
Рокфор (фр. Roquefort) врста је сира који се добија од овчијег млека. Потиче из јужне Француске и један је од најпознатијих буђавих сирева на свету.

## Историја
Постоји легенда о настанку рокфора. Наиме, извесни младић се склонио у пећину како би јео хлеб и сир. Одједном је угледао девојку за којом је кренуо. Када се вратио у пећину након пар месеци, сир се претворио у рокфор захваљујући Penicillium roqueforti.